# Daniel Webster Jones

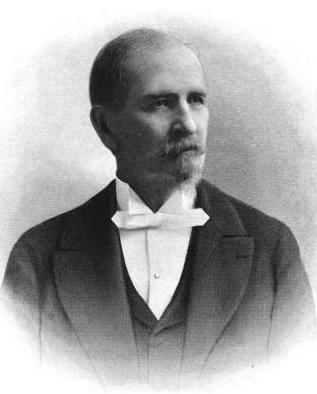
Daniel Webster Jones 1904

Daniel Webster Jones, född 15 december 1839 i Republiken Texas, död 25 december 1918 i Arkansas, var en amerikansk demokratisk politiker. Han var guvernör i delstaten Arkansas 1897-1901.

## Inbördeskriget
Jones deltog i amerikanska inbördeskriget i sydstatsarmén. Han sårades och tillfångatogs.

## Efter kriget
Jones valdes efter kriget till åklagare. Han var Arkansas justitiekansler (Arkansas Attorney General) 1885-1889. Han valdes två gånger till guvernör och efter tiden som guvernör var han verksam som advokat.

## Gravplats
Jones grav finns på Oakland Cemetery i Little Rock.